# 徐光 (十六國)
徐光（300?—333年），十六国顿丘郡（今河南省清丰县西南）人，后赵大臣。

## 生平
徐光家庭贫苦，父亲徐聪是牛医。徐光自幼好学，有文采。前趙嘉平年間，石勒部将王阳攻打顿丘，俘获了十三岁的徐光。王阳见他聪明，让他养马。徐光常常不喂马，在栓马的木柱上写诗，王阳生气吊着打徐光。石勒知道后，考察的徐光的能力，任命徐光为记室参军。徐光常常酗酒，石勒贬他为牙门将。徐光不悦，有怨言，石勒把他下狱两年多，徐光在狱中写下了十多万字的经文注解。石勒的谋士张宾死后，继任的程遐能力不够。太和元年（328年），前赵刘曜击败石虎，围攻洛阳，大臣都建议退让，石勒大怒，于是重新启用徐光。徐光定策决战，俘虏刘曜，灭前赵。石勒称帝，徐光为中书令领秘书监。
石勒问徐光，自己能比作昔日哪位君主，徐光说石勒神谋武略，比汉朝开国君主刘邦更高，仅次于轩辕吧。石勒笑道：“人岂不自知，卿言亦以太过。朕若逢高皇，当北面而事之，与韩彭竞鞭而争先耳。脱遇光武，当并驱于中原，未知鹿死谁手。大丈夫行事当礌礌落落，如日月皎然，终不能如曹孟德、司马仲达父子，欺他孤兒寡妇，狐媚以取天下也。朕当在二刘之间耳，轩辕岂所拟乎！”
石勒对徐光表示，东晋还在割据江南，李氏占据巴蜀，他担心后世不会把自己当成真命天子。徐光说，长安、洛阳都在后赵，天下正统毫无疑问。但是心腹之患是权力很大的将军石虎，劝石勒削弱石虎的权力。石勒临终前，石虎威迫太子石弘把曾劝石勒除掉自己的程遐和徐光逮捕入狱。建平四年（333年）九月，石勒一死，石弘继位。石虎下达第一个“诏令”，将右光禄大夫程遐、中书令徐光论罪诛斩。